# Albert Hartmann (Bibliothekar)
Albert Hartmann (* 14. Juli 1885 in München; † 10. November 1973 ebenda) war ein deutscher Klassischer Philologe und Bibliothekar.

## Leben
Albert Hartmann war der Sohn des Bibliothekars August Hartmann (1846–1917), der als Volksliedsammler tätig war. Er studierte Klassische Philologie an der Ludwig-Maximilians-Universität München und trat in den dortigen Akademischen Gesangverein ein. An der Universitätsbibliothek München war er 1910/11 Praktikant, als Dritter nach seinen Kommilitonen Walter Plöbst und Friedrich Bock.
Von 1914 bis 1915 nahm Hartmann am Ersten Weltkrieg teil. Nach seiner Rückkehr schloss er seine Promotion zum Dr. phil. ab (1915). Seine Doktorarbeit über die Telegonie, ein verlorenes Gedicht des Epischen Zyklus, war das erste Kapitel einer größeren Arbeit über die Sagen vom Tod des Odysseus, die 1917 erschien.
1916 trat Hartmann in den wissenschaftlichen Bibliotheksdienst ein. Er arbeitete an der Bayerischen Staatsbibliothek, ab 1919 in der Handschriftenabteilung, die er von 1936 bis zu seinem Eintritt in den Ruhestand (1. Januar 1949) leitete. Zum 1. Mai 1937 trat Hartmann der NSDAP bei (Mitgliedsnummer 4.692.608).
Hartmanns Forschung ging Hand in Hand mit seiner Arbeit in der Handschriftenabteilung, aus deren Papyrussammlung er mehrere Stücke edierte und kommentierte. 1933 organisierte er eine Ausstellung aus den Papyrus-Beständen. Im Zuge seiner Arbeiten bereitete er auch ein systematisches Handbuch zur antiken Bücherkunde vor, das im Handbuch der Altertumswissenschaft erscheinen sollte; das Werk kam jedoch nicht zustande.
Albert Hartmanns Nachlass befindet sich in der Bayerischen Staatsbibliothek (Signatur: Ana 368).

## Schriften (Auswahl)
- Untersuchungen zur Rekonstruktion der Telegonia des Eugamon von Kyrene I. Die mythographische Überlieferung. München 1915.
- Untersuchungen über die Sagen vom Tod des Odysseus. München 1917.
- Ein Münchener Lykophron-Papyrus. In: Philologus. Band 76 (1920), S. 228–233.
- Eine Federzeichnung auf einem Münchener Papyrus. In: Albert Hartmann (Hrsg.): Festschrift für Georg Leidinger, zum 60. Geburtstag am 30. Dez. 1930. Schmidt, München 1930, S. 103–108.
- Bericht über die Papyrus-Ausstellung der Bayerischen Staats-Bibliothek München. München 1933.